# آرامگاه سید ناصر بن محمد
بقعه سید ناصربن محمد مربوط به سدهٔ ۸ ه‍.ق است و در شهرستان داورزن، بخش باشتین، روستای چشام واقع شده و این اثر در تاریخ ۲ اسفند ۱۳۷۶ با شمارهٔ ثبت ۱۹۶۳ به‌عنوان یکی از آثار ملی ایران به ثبت رسیده است.